# Isola Boondelbah
L'isola Boondelbah (in inglese: Boondelbah Island) è una piccola isola situata di fronte all'imbocco del Porto Stephens lungo la costa del Nuovo Galles del Sud in Australia. L'isola è una riserva naturale.

## Geografia
La piccola isola, che ha la forma di una V, si presenta come una tavola con la cima piatta e ripide scogliere ai lati e raggiunge un'altezza massima di circa 40 metri. La vegetazione consiste prevalentemente di arbusti.